# Хана-икуса
«Хана-икуса», или «Война цветов»(яп. 花いくさ, англ. Hana Ikusa) — японский художественный фильм, историческая мелодрама режиссёра Хосида Рёко (Hoshida Ryoko). В главных ролях снялись Иноуэ Мао, Хадзуки Риона, Тода Нахо и другие. Сценарий фильма был создан по мотивам автобиографического романа Минэко Ивасаки «Geisha, a Life» («Настоящие мемуары гейши» в России). В картине рассказывается о нелегкой судьбе начинающей гейши Ивасаки Минэко, которую в возрасте пяти лет отдали в гионский домик гейш «Ивасаки-окия». Несмотря на все сложности этой профессии, сильный характер девочки позволяет ей преуспеть в мастерстве гейши и стать самой знаменитой гейко Гиона. Сюжет фильма соответствует реальной истории детства и юношества Минэко, отличается лишь личная жизнь героини фильма и её прототипа.